# La città di New York contro Homer
La Città di New York contro Homer è il 1º episodio della 9ª stagione della serie animata I Simpson. Qui compare per la prima volta Duffman, il front-man della Duff.

## Trama
Al bar di Boe, Barney viene designato come guidatore sobrio per la serata: intanto, Homer e gli altri festeggiano ubriacandosi l'arrivo di Duffman. Tornato a casa, Homer non ritrova però la sua auto e per 2 mesi non si hanno notizie di Barney: senza più il mezzo, costruisce un'auto nuova usando un materasso. Lisa, sfogliando la posta, trova una lettera proveniente da New York: la vettura è infatti parcheggiata, illegalmente, al World Trade Center. In caso di mancata rimozione entro 72 ore, verrà gettata nell'East River. La famiglia decide così di andare nella Grande Mela, nonostante i ricordi negativi di Homer (che anni addietro visse brutte esperienze tra ladri, poliziotti corrotti e Woody Allen).
Bart, Lisa, Maggie e Marge visitano la metropoli mentre Homer attende l'arrivo di un vigile per rimuovere l'auto (bloccata da una ganascia alla ruota). L'attesa è però lunga, e Homer la inganna mangiando khlav kalash (probabile parodia del kebab) e bevendo succo di granchio da un venditore ambulante: l'eccesso di cibo e bibite lo spinge però ad andare in bagno. La toilette più vicina è in una delle Torri, ma i servizi igienici (all'ultimo piano) sono inutilizzabili: Homer raggiunge così l'altra Torre, vedendo dalla finestra un vigile che deposita sull'auto un'altra contravvenzione.
Deciso a fuggire dalla città, parte con la ganascia ancora attaccata e danneggia gravemente l'automobile nel parafango e anche, nel tentativo di rimuovere la ganascia, con un martello pneumatico mandando in frantumi tra l'altro il parabrezza: supera il Central Park e ritrova la famiglia, mentre sta compiendo un giro in carro. Deformato in volto dalla rabbia, riporta così tutti a casa incontrando davanti a lui un camion della nettezza urbana che perdendo la spazzatura gli fa cadere in faccia un sacco contenente tra le altre cose una siringa usata.

## Citazioni e riferimenti
- La scena in cui la tazza di Barney trema all'arrivo della Duffmobile ricorda Jurassic Park, dove un bicchiere d'acqua trema per l'arrivo del tirannosauro.
- Nella scena in cui Duffman entra nel bar, si può sentire in sottofondo "Oh Yeah" degli Yello.
- Alla fine dell'episodio, mentre l'auto di Homer attraversa il George Washington Bridge, è presente Theme from New York, New York.
- Nel bus che porta la famiglia a New York, l'uomo che è seduto dietro Homer è una caricatura dello scrittore dell'episodio, Ian Maxtone-Graham.
- Homer sfreccia lungo Central Park ricordando il film Ben-Hur.
- Durante il suo flashback si sente la musica del film La stangata.
- Homer passa davanti al cinema con i titoli di film pornografici: "The Godfather's Parts, II", "Jeremiah's Johnson" and "Five Sleazy Pieces", parodia dei titoli originali de Il padrino - Parte II, Corvo rosso non avrai il mio scalpo! e Cinque pezzi facili.
- Sempre nel flashback, compare Woody Allen mentre getta rifiuti su Homer dalla finestra.
- Nella versione originale, Homer, dopo aver finito il suo racconto, aggiunge: "... and thats when the C.H.U.D.'s came at me" in riferimento al film C.H.U.D.

## Controversie
- L'episodio è stato indicato da alcuni teorici del complotto come un'anticipazione degli attentati dell'11 settembre 2001, attraverso alcuni messaggi subliminali: nella scena in cui Lisa ha in mano una rivista, parrebbe leggibile l'omonima data.[1] Non è stato però dimostrato alcun reale collegamento, essendo inoltre l'episodio del 1997.[2][3]

## Sigla
- Gag del divano: I Simpson impersonano la squadra di pallacanestro degli Harlem Globetrotters: Maggie schiaccia nel canestro posto sopra il divano facendo cadere la palla in testa al padre.